# Eleições parlamentares europeias de 1987 no distrito de Braga
| Eleições parlamentares europeias de 1987 Distritos: Aveiro \| Beja \| Braga \| Bragança \| Castelo Branco \| Coimbra \| Évora \| Faro \| Guarda \| Leiria \| Lisboa \| Portalegre \| Porto \| Santarém \| Setúbal \| Viana do Castelo \| Vila Real \| Viseu \| Açores \| Madeira \| Estrangeiro |

## Resultados por concelho
Os resultados nos concelhos do Distrito de Braga foram os seguintes:

### Amares
| Partido                 | Partido                        | Votos  | %               |
| ----------------------- | ------------------------------ | ------ | --------------- |
|                         | Partido Social Democrata       | 4 506  | 47,51 / 100,00  |
|                         | Centro Democrático Social      | 2 417  | 25,48 / 100,00  |
|                         | Partido Socialista             | 1 603  | 16,90 / 100,00  |
|                         | Coligação Democrática Unitária | 171    | 1,80 / 100,00   |
|                         | Partido Renovador Democrático  | 134    | 1,41 / 100,00   |
|                         | Partido Popular Monárquico     | 117    | 1,23 / 100,00   |
|                         | Outros (com menos de 1,00%)    | 288    | 3,04 / 100,00   |
| Votos Inválidos         | Votos Inválidos                | 249    | 2,63 / 100,00   |
| Total                   | Total                          | 9 485  | 100,00 / 100,00 |
| Eleitorado/Participação | Eleitorado/Participação        | 13 041 | 72,73 / 100,00  |

### Barcelos
| Partido                 | Partido                        | Votos  | %               |
| ----------------------- | ------------------------------ | ------ | --------------- |
|                         | Partido Social Democrata       | 31 187 | 52,89 / 100,00  |
|                         | Partido Socialista             | 11 780 | 19,98 / 100,00  |
|                         | Centro Democrático Social      | 9 352  | 15,86 / 100,00  |
|                         | Coligação Democrática Unitária | 1 962  | 3,33 / 100,00   |
|                         | Partido Renovador Democrático  | 1 052  | 1,78 / 100,00   |
|                         | Partido Popular Monárquico     | 748    | 1,27 / 100,00   |
|                         | Outros (com menos de 1,00%)    | 1 574  | 2,66 / 100,00   |
| Votos Inválidos         | Votos Inválidos                | 1 313  | 2,23 / 100,00   |
| Total                   | Total                          | 58 968 | 100,00 / 100,00 |
| Eleitorado/Participação | Eleitorado/Participação        | 74 378 | 79,28 / 100,00  |

### Braga
| Partido                 | Partido                        | Votos  | %               |
| ----------------------- | ------------------------------ | ------ | --------------- |
|                         | Partido Social Democrata       | 24 882 | 33,02 / 100,00  |
|                         | Partido Socialista             | 21 308 | 28,28 / 100,00  |
|                         | Centro Democrático Social      | 13 434 | 17,83 / 100,00  |
|                         | Coligação Democrática Unitária | 6 465  | 8,58 / 100,00   |
|                         | Partido Renovador Democrático  | 2 925  | 3,88 / 100,00   |
|                         | Partido Popular Monárquico     | 2 351  | 3,12 / 100,00   |
|                         | Outros (com menos de 1,00%)    | 2 236  | 2,97 / 100,00   |
| Votos Inválidos         | Votos Inválidos                | 1 745  | 2,32 / 100,00   |
| Total                   | Total                          | 75 346 | 100,00 / 100,00 |
| Eleitorado/Participação | Eleitorado/Participação        | 97 333 | 77,41 / 100,00  |

### Cabeceiras de Basto
| Partido                 | Partido                        | Votos  | %               |
| ----------------------- | ------------------------------ | ------ | --------------- |
|                         | Partido Social Democrata       | 4 741  | 47,31 / 100,00  |
|                         | Partido Socialista             | 3 014  | 30,07 / 100,00  |
|                         | Centro Democrático Social      | 1 333  | 13,30 / 100,00  |
|                         | Partido Renovador Democrático  | 155    | 1,55 / 100,00   |
|                         | Coligação Democrática Unitária | 140    | 1,40 / 100,00   |
|                         | Partido Popular Monárquico     | 116    | 1,16 / 100,00   |
|                         | Outros (com menos de 1,00%)    | 305    | 3,05 / 100,00   |
| Votos Inválidos         | Votos Inválidos                | 218    | 2,18 / 100,00   |
| Total                   | Total                          | 10 022 | 100,00 / 100,00 |
| Eleitorado/Participação | Eleitorado/Participação        | 13 707 | 73,12 / 100,00  |

### Celorico de Basto
| Partido                 | Partido                        | Votos  | %               |
| ----------------------- | ------------------------------ | ------ | --------------- |
|                         | Partido Social Democrata       | 5 521  | 47,37 / 100,00  |
|                         | Centro Democrático Social      | 2 661  | 22,83 / 100,00  |
|                         | Partido Socialista             | 1 831  | 15,71 / 100,00  |
|                         | Partido Renovador Democrático  | 392    | 3,36 / 100,00   |
|                         | Coligação Democrática Unitária | 253    | 2,17 / 100,00   |
|                         | Partido Popular Monárquico     | 155    | 1,33 / 100,00   |
|                         | Outros (com menos de 1,00%)    | 436    | 3,73 / 100,00   |
| Votos Inválidos         | Votos Inválidos                | 405    | 3,48 / 100,00   |
| Total                   | Total                          | 11 654 | 100,00 / 100,00 |
| Eleitorado/Participação | Eleitorado/Participação        | 17 030 | 68,43 / 100,00  |

### Esposende
| Partido                 | Partido                        | Votos  | %               |
| ----------------------- | ------------------------------ | ------ | --------------- |
|                         | Partido Social Democrata       | 7 780  | 49,23 / 100,00  |
|                         | Centro Democrático Social      | 3 914  | 24,77 / 100,00  |
|                         | Partido Socialista             | 2 160  | 13,67 / 100,00  |
|                         | Coligação Democrática Unitária | 553    | 3,50 / 100,00   |
|                         | Partido Renovador Democrático  | 286    | 1,81 / 100,00   |
|                         | Partido Popular Monárquico     | 226    | 1,43 / 100,00   |
|                         | Outros (com menos de 1,00%)    | 421    | 2,66 / 100,00   |
| Votos Inválidos         | Votos Inválidos                | 462    | 2,92 / 100,00   |
| Total                   | Total                          | 15 802 | 100,00 / 100,00 |
| Eleitorado/Participação | Eleitorado/Participação        | 20 566 | 76,84 / 100,00  |

### Fafe
| Partido                 | Partido                        | Votos  | %               |
| ----------------------- | ------------------------------ | ------ | --------------- |
|                         | Partido Social Democrata       | 10 693 | 41,30 / 100,00  |
|                         | Partido Socialista             | 8 953  | 34,58 / 100,00  |
|                         | Centro Democrático Social      | 2 804  | 10,83 / 100,00  |
|                         | Coligação Democrática Unitária | 1 037  | 4,00 / 100,00   |
|                         | Partido Renovador Democrático  | 557    | 2,15 / 100,00   |
|                         | Outros (com menos de 1,00%)    | 1 084  | 4,21 / 100,00   |
| Votos Inválidos         | Votos Inválidos                | 766    | 2,96 / 100,00   |
| Total                   | Total                          | 25 894 | 100,00 / 100,00 |
| Eleitorado/Participação | Eleitorado/Participação        | 34 667 | 74,69 / 100,00  |

### Guimarães
| Partido                 | Partido                        | Votos   | %               |
| ----------------------- | ------------------------------ | ------- | --------------- |
|                         | Partido Socialista             | 26 372  | 31,99 / 100,00  |
|                         | Partido Social Democrata       | 25 866  | 31,38 / 100,00  |
|                         | Centro Democrático Social      | 13 144  | 15,94 / 100,00  |
|                         | Coligação Democrática Unitária | 6 958   | 8,44 / 100,00   |
|                         | Partido Renovador Democrático  | 3 864   | 4,69 / 100,00   |
|                         | Partido Popular Monárquico     | 1 639   | 1,99 / 100,00   |
|                         | Outros (com menos de 1,00%)    | 2 603   | 3,15 / 100,00   |
| Votos Inválidos         | Votos Inválidos                | 1 993   | 2,42 / 100,00   |
| Total                   | Total                          | 82 439  | 100,00 / 100,00 |
| Eleitorado/Participação | Eleitorado/Participação        | 107 665 | 76,57 / 100,00  |

### Póvoa de Lanhoso
| Partido                 | Partido                        | Votos  | %               |
| ----------------------- | ------------------------------ | ------ | --------------- |
|                         | Partido Social Democrata       | 5 682  | 50,61 / 100,00  |
|                         | Partido Socialista             | 2 442  | 21,75 / 100,00  |
|                         | Centro Democrático Social      | 1 783  | 15,88 / 100,00  |
|                         | Coligação Democrática Unitária | 258    | 2,30 / 100,00   |
|                         | Partido Renovador Democrático  | 191    | 1,70 / 100,00   |
|                         | Partido da Democracia Cristã   | 113    | 1,01 / 100,00   |
|                         | Outros (com menos de 1,00%)    | 367    | 3,28 / 100,00   |
| Votos Inválidos         | Votos Inválidos                | 391    | 3,48 / 100,00   |
| Total                   | Total                          | 11 227 | 100,00 / 100,00 |
| Eleitorado/Participação | Eleitorado/Participação        | 15 260 | 73,57 / 100,00  |

### Terras de Bouro
| Partido                 | Partido                        | Votos | %               |
| ----------------------- | ------------------------------ | ----- | --------------- |
|                         | Partido Social Democrata       | 3 181 | 56,93 / 100,00  |
|                         | Centro Democrático Social      | 931   | 16,66 / 100,00  |
|                         | Partido Socialista             | 784   | 14,03 / 100,00  |
|                         | Coligação Democrática Unitária | 152   | 2,72 / 100,00   |
|                         | Partido Renovador Democrático  | 105   | 1,88 / 100,00   |
|                         | Partido Popular Monárquico     | 95    | 1,70 / 100,00   |
|                         | Outros (com menos de 1,00%)    | 172   | 3,06 / 100,00   |
| Votos Inválidos         | Votos Inválidos                | 168   | 3,01 / 100,00   |
| Total                   | Total                          | 5 588 | 100,00 / 100,00 |
| Eleitorado/Participação | Eleitorado/Participação        | 7 500 | 74,51 / 100,00  |

### Vieira do Minho
| Partido                 | Partido                        | Votos  | %               |
| ----------------------- | ------------------------------ | ------ | --------------- |
|                         | Partido Social Democrata       | 4 679  | 53,51 / 100,00  |
|                         | Partido Socialista             | 1 814  | 20,75 / 100,00  |
|                         | Centro Democrático Social      | 935    | 10,69 / 100,00  |
|                         | Coligação Democrática Unitária | 301    | 3,44 / 100,00   |
|                         | Partido Renovador Democrático  | 203    | 2,32 / 100,00   |
|                         | Partido da Democracia Cristã   | 94     | 1,08 / 100,00   |
|                         | Outros (com menos de 1,00%)    | 361    | 4,12 / 100,00   |
| Votos Inválidos         | Votos Inválidos                | 357    | 4,08 / 100,00   |
| Total                   | Total                          | 8 744  | 100,00 / 100,00 |
| Eleitorado/Participação | Eleitorado/Participação        | 12 861 | 67,99 / 100,00  |

### Vila Nova de Famalicão
| Partido                 | Partido                        | Votos  | %               |
| ----------------------- | ------------------------------ | ------ | --------------- |
|                         | Partido Social Democrata       | 23 557 | 37,16 / 100,00  |
|                         | Partido Socialista             | 19 418 | 30,63 / 100,00  |
|                         | Centro Democrático Social      | 12 010 | 19,95 / 100,00  |
|                         | Coligação Democrática Unitária | 2 829  | 4,46 / 100,00   |
|                         | Partido Renovador Democrático  | 1 925  | 3,04 / 100,00   |
|                         | Partido Popular Monárquico     | 841    | 1,33 / 100,00   |
|                         | Outros (com menos de 1,00%)    | 1 536  | 2,43 / 100,00   |
| Votos Inválidos         | Votos Inválidos                | 1 276  | 2,01 / 100,00   |
| Total                   | Total                          | 63 392 | 100,00 / 100,00 |
| Eleitorado/Participação | Eleitorado/Participação        | 80 347 | 78,90 / 100,00  |

### Vila Verde
| Partido                 | Partido                        | Votos  | %               |
| ----------------------- | ------------------------------ | ------ | --------------- |
|                         | Partido Social Democrata       | 11 806 | 50,29 / 100,00  |
|                         | Centro Democrático Social      | 5 347  | 22,78 / 100,00  |
|                         | Partido Socialista             | 3 860  | 16,44 / 100,00  |
|                         | Coligação Democrática Unitária | 397    | 1,69 / 100,00   |
|                         | Partido Renovador Democrático  | 351    | 1,50 / 100,00   |
|                         | Partido Popular Monárquico     | 250    | 1,06 / 100,00   |
|                         | Partido da Democracia Cristã   | 242    | 1,03 / 100,00   |
|                         | Outros (com menos de 1,00%)    | 478    | 2,03 / 100,00   |
| Votos Inválidos         | Votos Inválidos                | 746    | 3,18 / 100,00   |
| Total                   | Total                          | 23 477 | 100,00 / 100,00 |
| Eleitorado/Participação | Eleitorado/Participação        | 32 401 | 72,46 / 100,00  |